# Munona iridescens
Munona iridescens är en fjärilsart som beskrevs av William Schaus 1894. Munona iridescens ingår i släktet Munona och familjen björnspinnare. Inga underarter finns listade i Catalogue of Life.